# Tronie

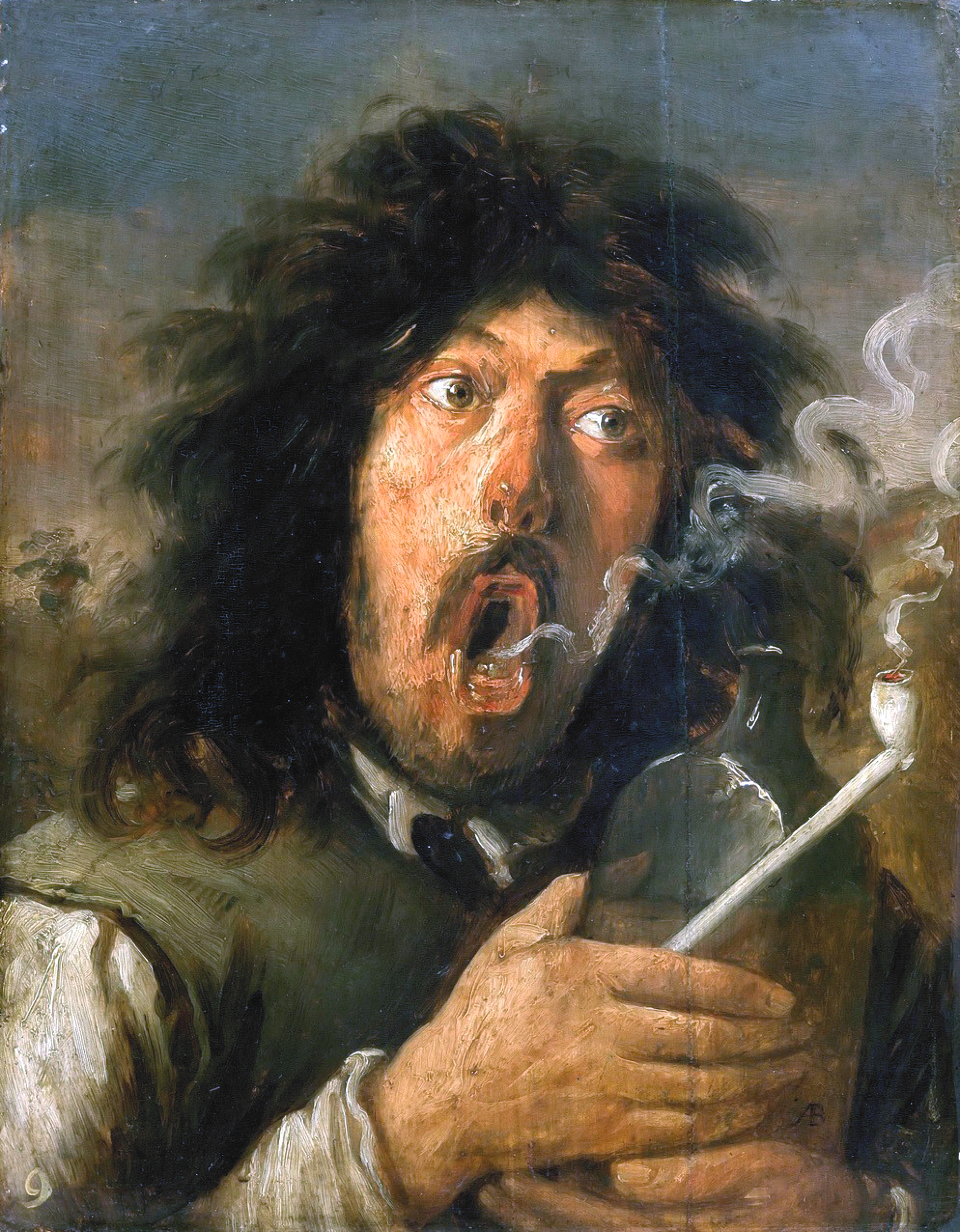
Joos van Craesbeeck, Kuřák (The Smoker), příklad tronie

Tronie je označení pro výtvarné zobrazení, kterého bylo užíváno v malbě nizozemského Zlatého věku a vlámského barokního malířství. Výraz je odvozen z nizozemštiny 16. a 17. století, kdy znamenal tvář. Obrazy tronie ukazují přehnané výrazy obličeje či postavy v neobvyklém oblečení.

## Definice
Termín tronie není v uměleckohistorické literatuře jasně definován. Literární a archivní zdroje říkají, že původně termín tronie nebyl vždy spojován pouze s lidmi. Inventáře někdy odkazovaly na zátiší s květinami či ovocem. Častější význam byl výraz obličeje. Někdy se termín vztahuje na celou hlavu, dokonce poprsí a ve výjimečných případech na celé tělo. Tronie může být dvourozměrná, ale také ze sádry nebo kamene. Někdy byla tronie podobou, vyobrazením jednotlivce, včetně tváře Boha Otce, Krista, Marie, svatého nebo anděla. Tronie je označován charakteristický vzhled hlavy typu, například farmář, žebrák nebo šašek. Tronie někdy znamenalo opravdu groteskní zobrazení hlavy nebo celého modelu, jako je typ ošklivého starého člověka. Když se tronie koncipovala jako tvář jednotlivce a typu, bylo cílem tronie vyjádření pocitů a charakteru přesným způsobem. Proto bylo zobrazení mnohdy až přehnané.
V moderním umělecko-historickém pojetí je termín tronie omezen na postavy, které nejsou určeny k tomu, aby zobrazovaly identifikovatelnou osobu, takže je to forma žánrové malby ve formátu portrétu. Typická je pouze zobrazená hlava nebo poprsí, soustředěná na výraz obličeje, ale někdy je zobrazena polovina postavy. To platí zejména pro zobrazení v exotickém kostýmu. Tronie mohou být založeny na studiích ze života nebo umělec použije vlastní tvář. Obrazy byly prodávány na uměleckém trhu bez bližší identifikace.[zdroj?]

## Historie
Žánr se vyvinul v Nizozemsku v 16. století, kde byl pravděpodobně inspirován některými groteskními Leonardovými portréty. Leonardo byl průkopníkem kreseb párových groteskních hlav, přičemž dvě hlavy, obvykle v profilu, byly umístěny oproti sobě, aby se zesílila jejich odlišnost. Toto párové porovnávání bylo oblíbené i u nizozemských umělců. Tento párový model zobrazení používali někteří umělci ještě v 17. století. Například vlámský umělec Jan van de Venne, který působil v první polovině 17. století, vytvořil řadu takových párových portrétů.[zdroj?]

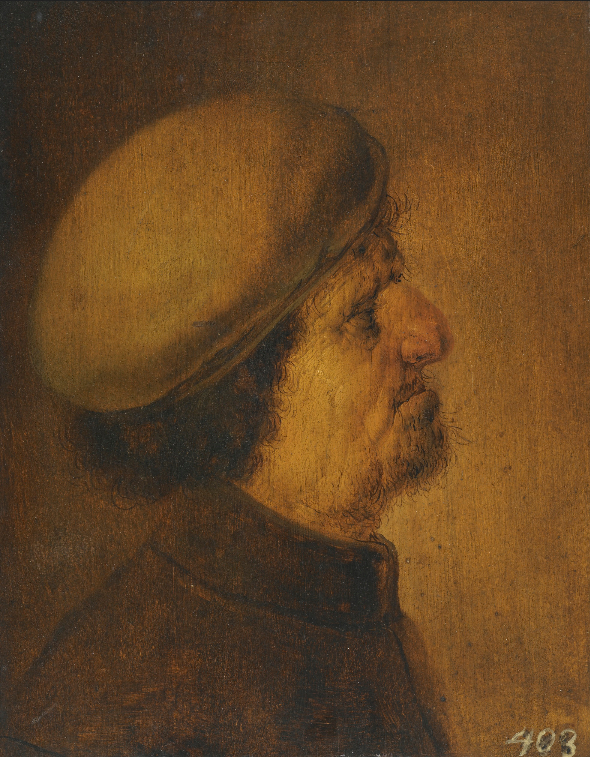
Jan van de Venne, Hlava starého muže
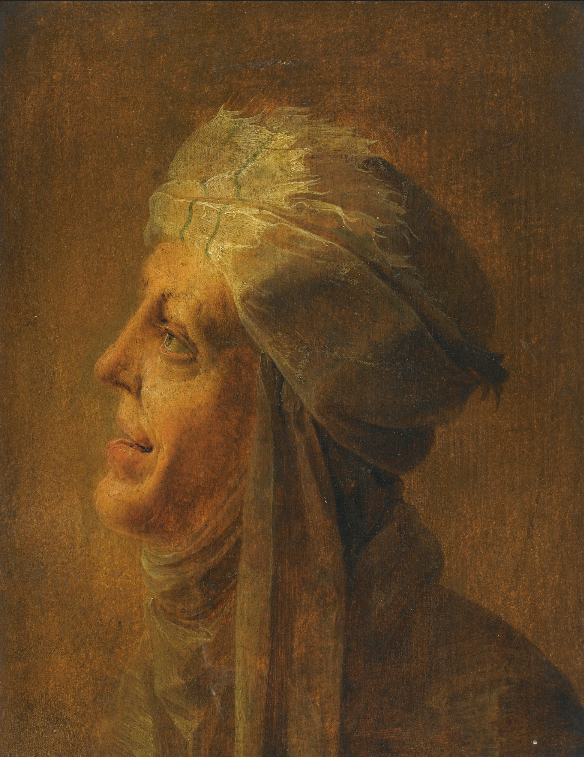
Jan van de Venne, Hlava staré ženy

Několik Rembrandtových autoportrétů jsou tronie, obrazy jeho, jeho syna a jeho manželky. Adriaen Brouwer byl jedním z nejúspěšnějších praktiků tohoto žánru, protože měl talent pro expresivitu. Jeho dílo se obracelo k postavám nižší úrovně tím, že jejich obrazy byly rozmazané s rozpoznatelnými a živě vyjádřenými lidskými emocemi – hněvem, radostí, bolestí a potěšením. Obrazy tronie jsou mnohdy portrait historié, což je portrét skutečné osoby jako osoby jiné, obvykle historické nebo mytologické. Jan de Bray se specializoval na tyto obrazy a mnoho jeho portrétů ukazovalo zvláště aristokratické dámy jako mytologické postavy.[zdroj?]

## Galerie

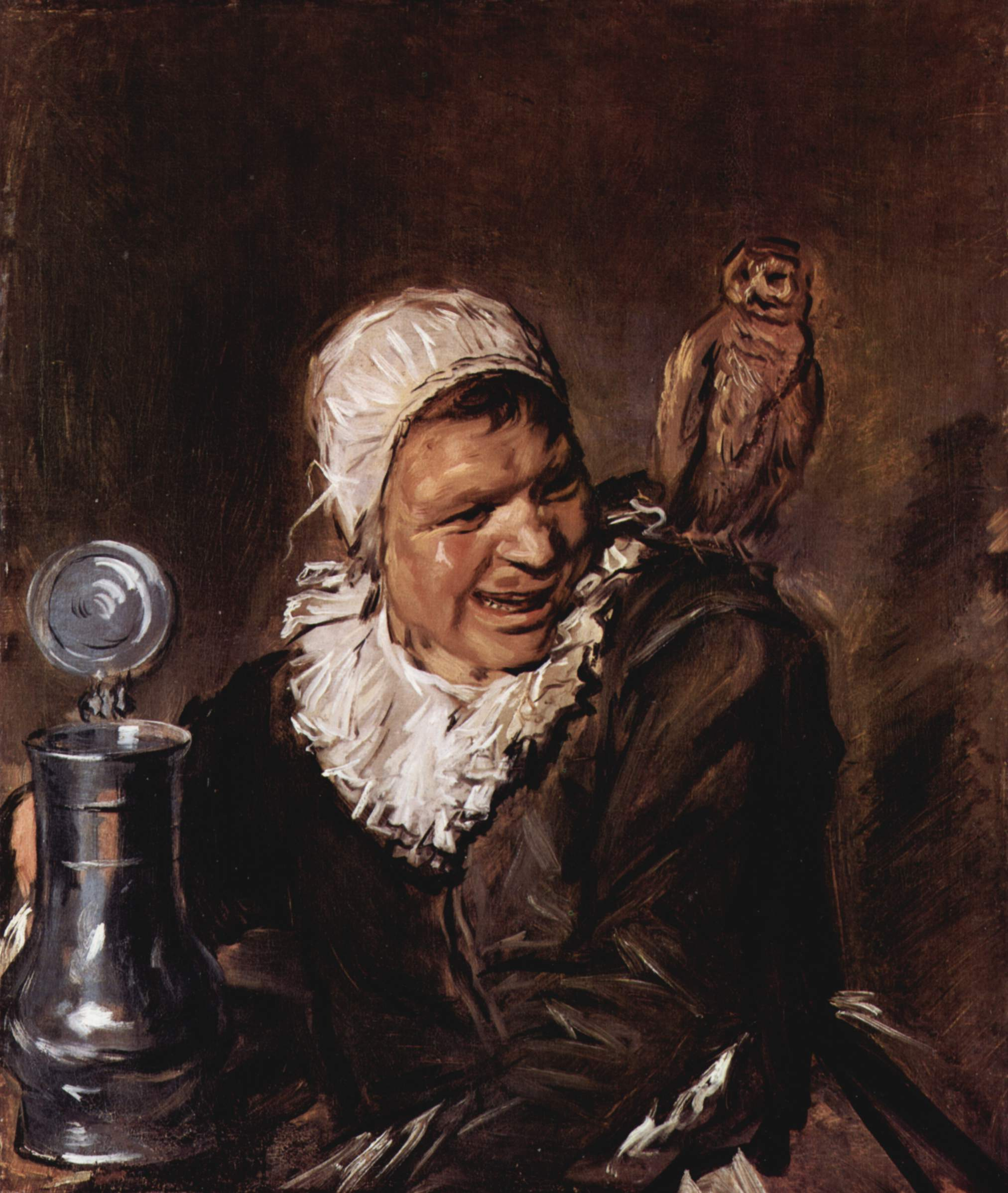
Frans Hals, Malle Babbe
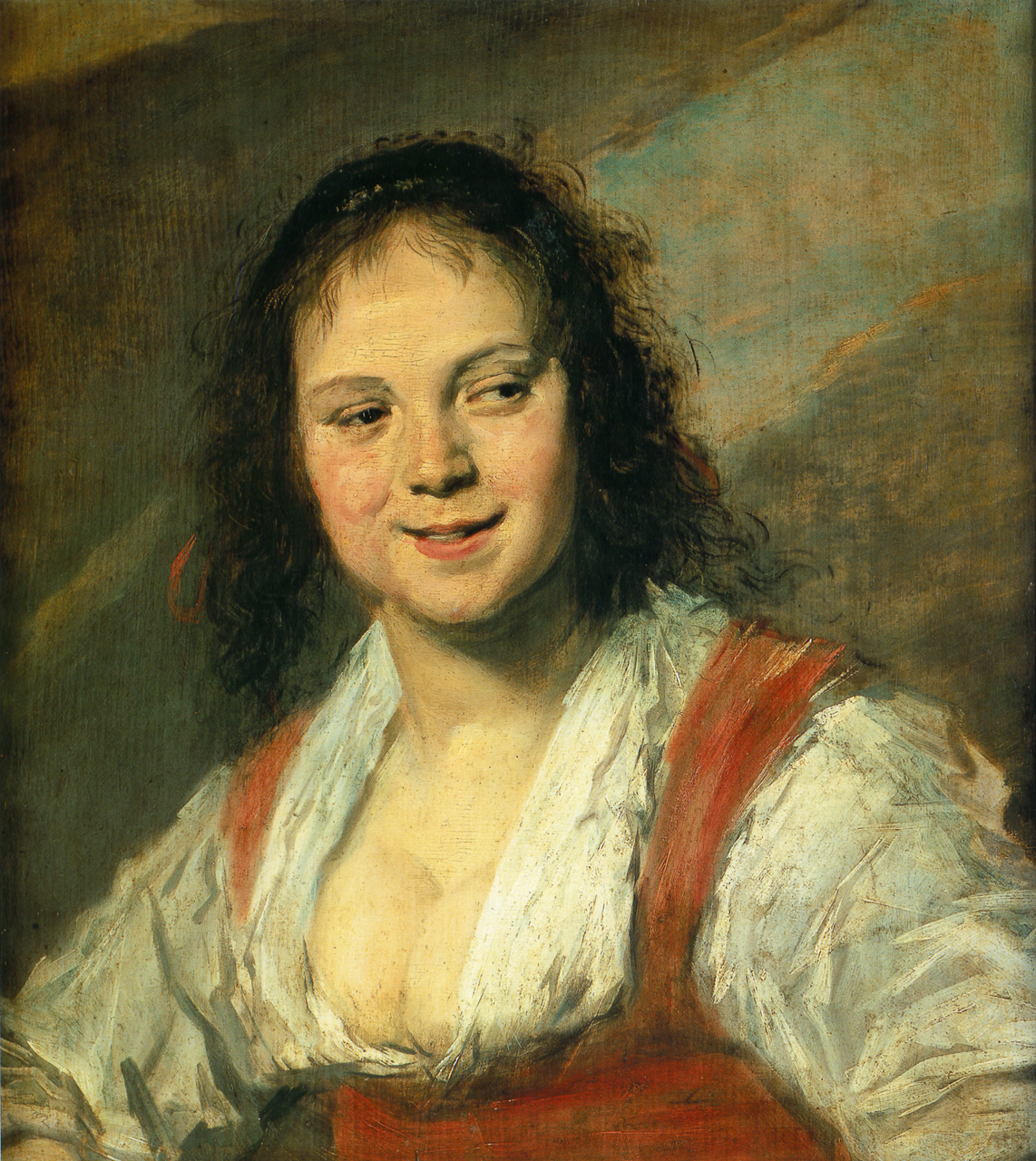
Frans Hals, Cikánka (Zigeunermeisje)
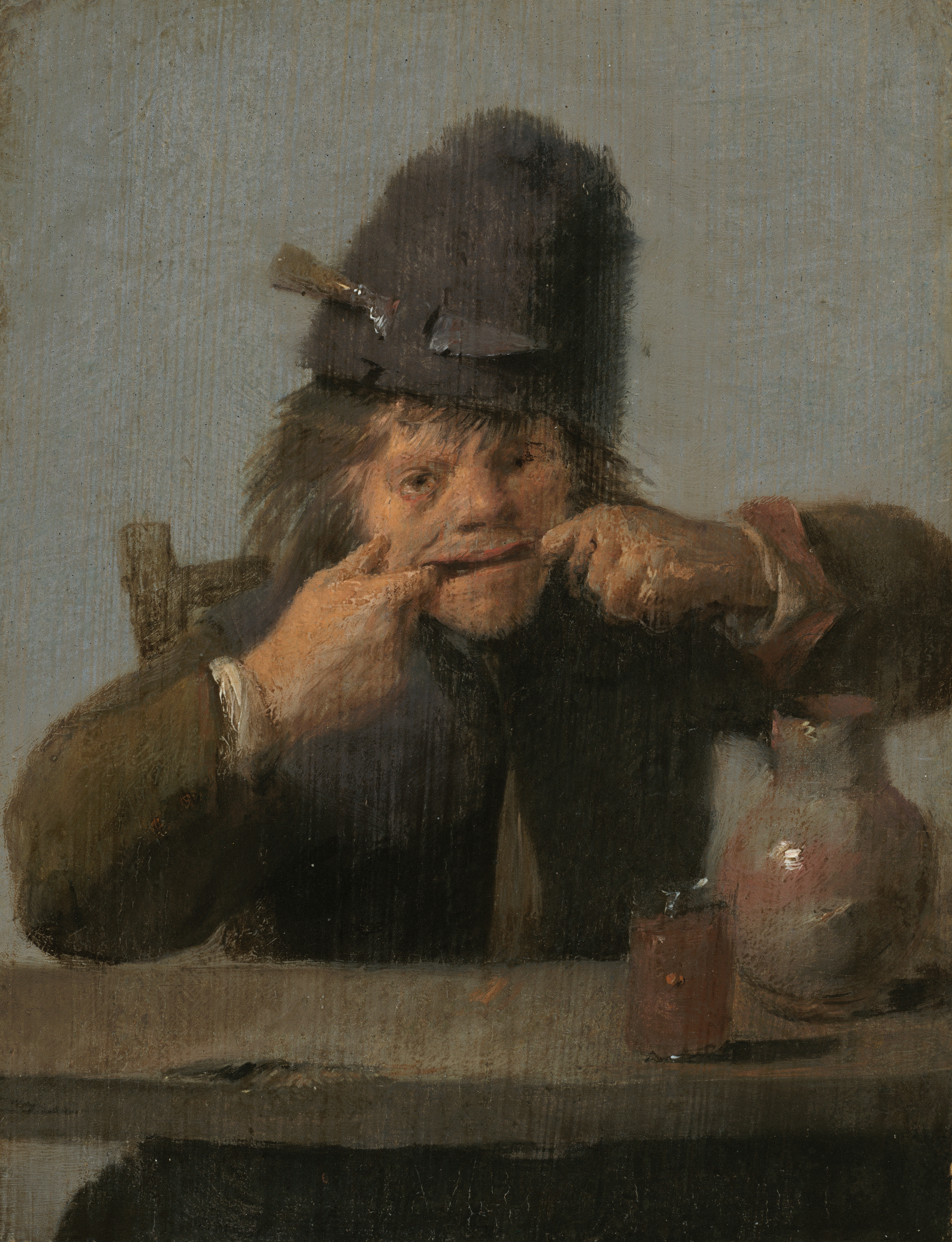
Adriaen Brouwer, Mladá tvář (Jonge man die een gezicht trekt)
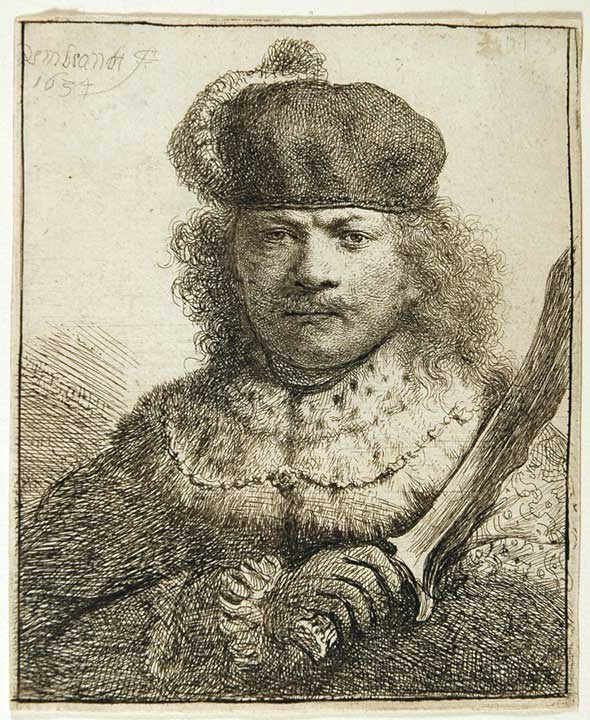
Rembrandt, lept, jeden z několika autoportrétů ve fantastickém kostýmu, zřejmě jako orientální vládce, s krisem
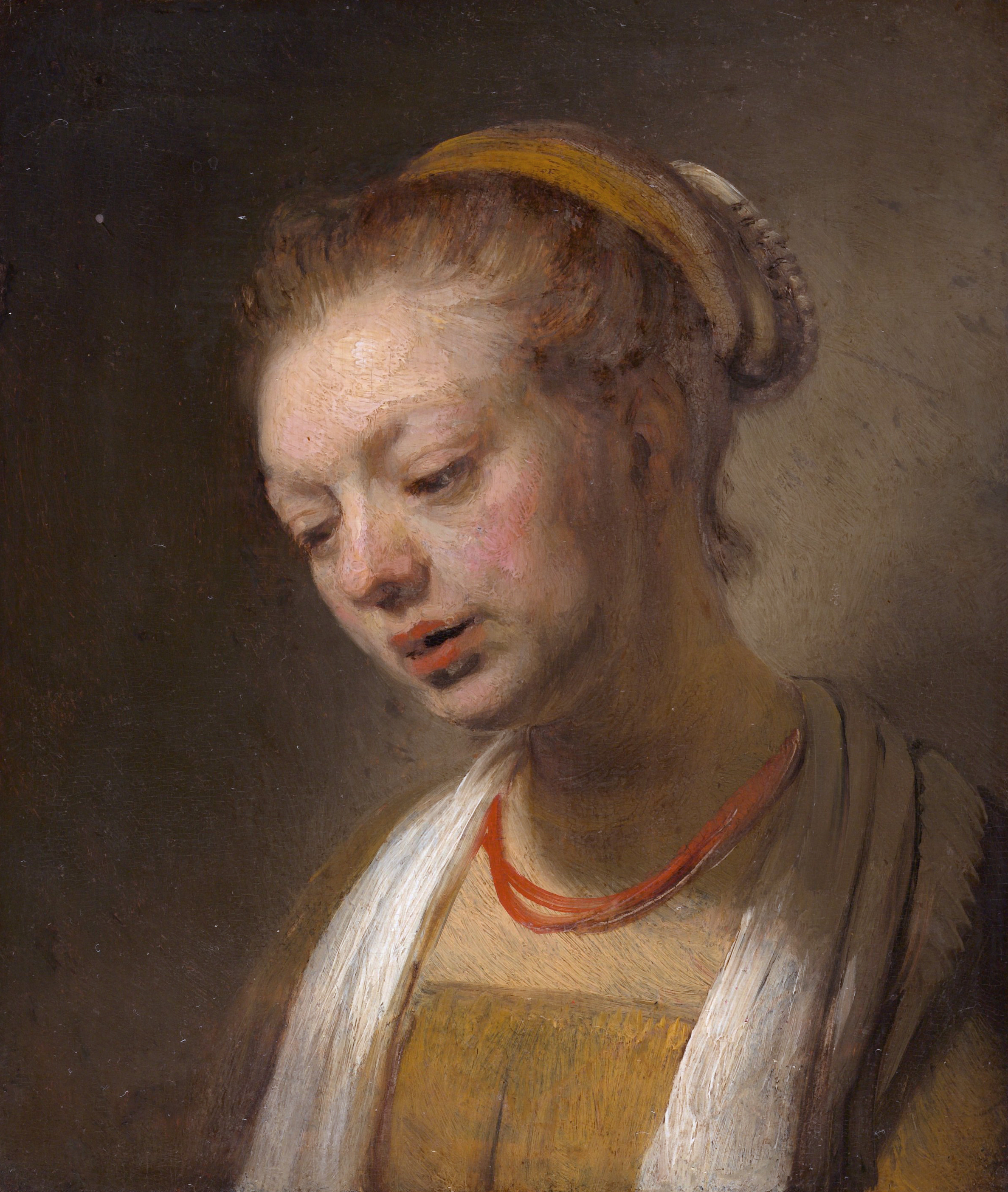
Rembrandt, Mladá žena s červeným náhrdelníkem
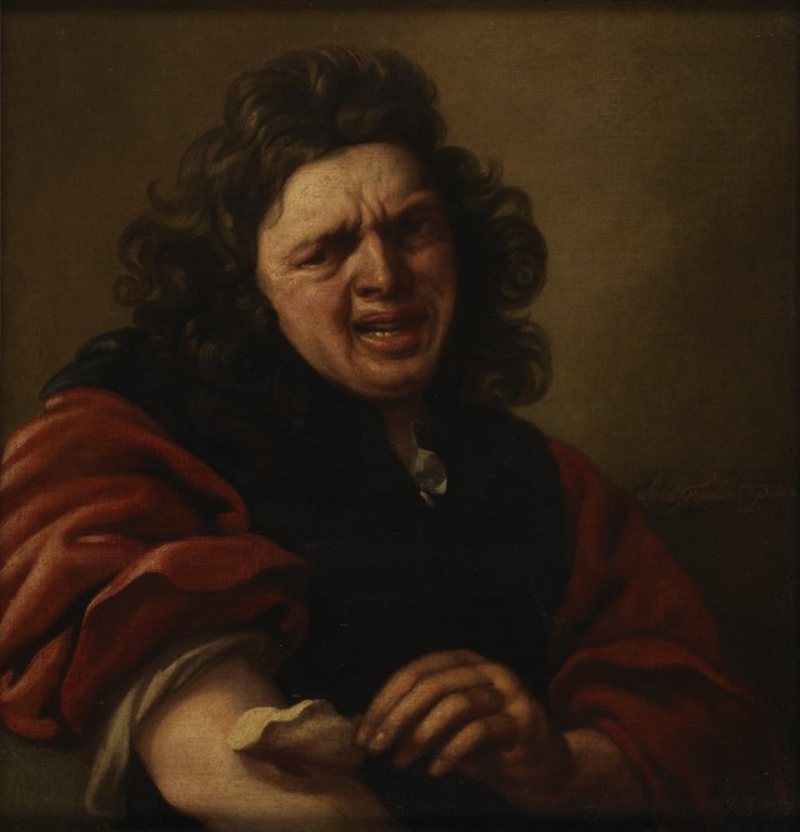
Lucas Franchoys, Muž, který si odstraňuje náplast, pocit dotyku